# Макнери, Чарльз
Чарльз Линза Макнери (англ. Charles Linza McNary; 12 июня 1874 — 25 февраля 1944) — американский политик-республиканец, сенатор от штата Орегон с 1917 до своей смерти в 1944 (с небольшим перерывом), кандидат в вице-президенты от республиканцев на президентских выборах 1940 года.

## Биография
Макнери родился недалеко от Сейлема в штате Орегон в 1874 году и был одним из десяти детей в фермерской семье. Он рано потерял обоих родителей, был воспитан старшей сестрой и учился в Стэнфордский университет, прежде чем поступил на юридический факультет Уилламеттского университета. После окончания университета Чарльз был принят в коллегию адвокатов и занимался с юридической практикой вместе со своим братом Джоном, пока не стал заместителем окружного прокурора третьего судебного округа. В 1908 он стал деканом Уилламеттской юридической школы.
В 1913 году губернатор Орегона Освальд Уэст назначил Макнери на вакантное место в Верховном суде штата, но он проиграл республиканские праймериз на эту должность в 1914. Несмотря на это он продолжил политическую карьеру и в 1916 году стал председателем Республиканской партии Орегона. В 1917 губернатор Джеймс Уитикомб назначил его в Сенат США в связи со смертью Гарри Лейна; в следующем году он избрался на эту должность. В сенате Макнери зарекомендовал себя как сторонника вступления США в Лигу Наций и занял место в комитете по сельскому и лесному хозяйству.
В 1924 году Макнери вместе с конгрессменом от Нью-Йорка Джоном Кларком добился принятия Закона Кларка-Макнери, который поощрял охрану лесов от пожаров и поддерживал лесовосстановление и расширение национальных лесных угодий. Вместе с республиканцем Гилбертом Хаугеном из Айовы он создал ещё один законопроект с целью решения проблемы послевоенного спада в сельском хозяйстве. Закон предусматривал государственные закупки излишков урожая и получил одобрение Конгресса, но был заблокирован президентом Калвином Кулиджем.
Во время великой депрессии президентом США был избран Франклин Рузвельт, а контроль над Сенатом взяли демократы, после чего оставшиеся в меньшинстве республиканцы избрали Макнери своим лидером; эту должность он занимал до самой смерти. На посту сенатор вступал против своих консервативных коллег, пытавшихся блокировать любые предложения Нового курса. Макнери нашёл общий язык с Рузвельтом и способствовал строительству гидроэлектростанций Гранд-Кули и Бонневилль, но противостоял попыткам президента укомплектовать Верховный суд новыми членами.
Макнери был стойким сторонником изоляционистских взглядов на международные отношения, активно поддерживая Закон о нейтралитете и последовательно выступая против любых мер, которые могли бы привести к участию Америки в войне за рубежом. Однако после немецкого захвата Франции он убедился в необходимости принятия мер по оказанию помощи Великобритании. Вместе с президентом он работал над разработкой и принятием Закона о ленд-лизе 1940 года.
В 1940 году Макнери принял номинацию на пост президента от республиканцев и баллотировался вместе с Уэнделлом Уилки. Осенью этого года будущий сенатор от Орегона Ричард Нойбергер охарактеризовал сенатора как «вероятно, самого прогрессивного» кандидата от республиканцев со времён Теодора Рузвельта. Уилки и Макнери с большим перевесом проиграли Рузвельту и его кандидату на пост вице-президента Уоллесу.
В феврале 1944 Макнери умер от опухоли мозга. Газета «New York Times» написала, что Конгресс потерял «одного из своих выдающихся членов».

## Личная жизнь
В 1902 году Макнери женился на Джесси Брейман из знатной сейлемской семьи, но в 1918 году она погибла в автокатастрофе. В 1923 политик женился во второй раз, на Корнелии Мортон; позже они удочерили девочку по имени Шарлотта. На протяжении всей своей карьеры Макнери выращивал орехи и фруктовые деревья на своей ферме «Фир-Кон» в Салеме.